# Rebelia plumella
Rebelia plumella är en fjärilsart som beskrevs av Ferdinand Ochsenheimer 1810. Rebelia plumella ingår i släktet Rebelia och familjen säckspinnare. Inga underarter finns listade.